# Championnat de France féminin de handball de Nationale 1
Le Championnat de France féminin de handball de Nationale 1 est le troisième niveau de cette discipline en France derrière la Division 2.

## Formule de la compétition
Depuis la saison 2018-2019, le championnat est composé de 4 poules de 12 clubs soit 48 clubs repartis principalement selon leur situation géographique.

### Accession
À la fin de la saison régulière , le premier de chaque poule accède à la Division 2 (sous réserve de répondre aux conditions d’accessions, dans le cas contraire c'est le deuxième qui est promu).

### Relégation
Les trois derniers de chaque groupe sont relégués en Nationale 2.

### Finalité
Le meilleur premier participe aux finalités Métro/Ultramarin où il affrontera un club d'Outre Mer. Le vainqueur de ce match sera déclaré champion de Nationale 1.
Le meilleur premier est déterminé selon son nombre de points par match puis son attaque et son goal average.

## Palmarès
Le tableau suivant donne palmarès de cette division :
| Saison      | Vainqueur                               | Finaliste                      |             |             |
| Nationale 2 | Nationale 2                             | Nationale 2                    | Nationale 2 | Nationale 2 |
| ----------- | --------------------------------------- | ------------------------------ | ----------- | ----------- |
| 1984-1985   | Toulouse CMS                            | UJ La Redoute ()               |             |             |
| 1985-1986   | Dreux AC Handball                       | Sporting Club Lamentinois ()   |             |             |
| 1986-1987   | FSE Achenheim                           | AS MJC Saint Louis ()          |             |             |
| 1987-1988   | Vallauris HBC                           | Brest Handball                 |             |             |
| 1988-1989   | A.L. Bouillargues                       | AS St-Gilles les Hauts ()      |             |             |
| 1989-1990   | Saint-Michel Sports                     | ASPTT Nantes                   |             |             |
| 1990-1991   | SA Mérignac                             | ?                              |             |             |
| 1991-1992   | SC St-Gilles-les-Hauts (Réunion)        | ?                              |             |             |
| 1992-1993   | ?                                       | ?                              |             |             |
| 1993-1994   | ?                                       | ?                              |             |             |
| 1994-1995   | ?                                       | ?                              |             |             |
| 1995-1996   | CA Pontarlier HB                        | AL Saint-Genis-Laval HB        |             |             |
| Nationale 1 |                                         |                                |             |             |
| 1996-1997   | ?                                       | ?                              |             |             |
| 1997-1998   | CSMT Marseille                          |                                |             |             |
| 1998-1999   | SC Angoulême                            |                                |             |             |
| 1999-2000   | Bergerac Handball                       |                                |             |             |
| 2000-2001   | HB Octeville-sur-Mer                    | CA St-Étienne                  |             |             |
| 2001-2002   | FSE Achenheim                           | CA Bègles                      |             |             |
| 2002-2003   | Nantes Loire Atlantique Handball        | Bourg-de-Péage Drôme Handball  |             |             |
| 2003-2004   | Bordes Sports                           | Le Pouzin HB 07                |             |             |
| 2004-2005   | Handball féminin Arvor 29 (1)           |                                |             |             |
| 2005-2006   | HBC Celles-sur-Belle                    |                                |             |             |
| 2006-2007   | Noisy-le-Grand handball                 |                                |             |             |
| 2007-2008   | Saint-Pierre HBC ()                     | EAL Abbeville                  |             |             |
| 2008-2009   | Entente sportive bisontine féminin rés. |                                |             |             |
| 2009-2010   | ASUL Vaulx-en-Velin (1)                 | EAL Abbeville                  |             |             |
| 2010-2011   | Yutz Handball féminin                   |                                |             |             |
| 2011-2012   | Lomme Lille Métropole handball          | Case Cressonniere ()           |             |             |
| 2012-2013   | Achenheim Truchtersheim HB              | Intrépide de Sainte-Anne ()    |             |             |
| 2013-2014   | HBC Brest Pen Ar Bed (2)                | Intrépide de Sainte-Anne ()    |             |             |
| 2014-2015   | Zayen LA de Morne-à-l'Eau ()            | Handball Club Celles-sur-Belle |             |             |
| 2015-2016   | ASUL Vaulx-en-Velin (2)                 | Tamponnaise HBF ()             |             |             |
| 2016-2017   | Sun A.L. Bouillargues (2)               | Intrépide de Sainte-Anne ()    |             |             |
| 2017-2018   | Achenheim Truchtersheim Handball        | HBF Saint-Denis ()             |             |             |
| 2018-2019   | Metz Handball rés.                      | Arsenal du Robert ()           |             |             |
| 2019-2020   | compétition annulée                     | compétition annulée            |             |             |
| 2020-2021   | compétition annulée                     | compétition annulée            |             |             |
| 2021-2022   | Arsenal du Robert ()                    | Palente Besançon HB            |             |             |
| 2022-2023   | Stade pessacais                         | Étoile de Morne à l'Eau ()     |             |             |
| 2023-2024   | Palente Besançon HB                     | Arsenal du Robert ()           |             |             |
| 2024-2025   | Case Cressonniere ()                    | Metz Handball rés.             |             |             |
| 2025-2026   | -                                       | -                              |             |             |